# Saison 2 d'Atlanta
Chronologie
Saison 1 Saison 3
Cet article présente le guide des épisodes de la deuxième saison de la série télévisée américaine Atlanta.

## Distribution

### Acteurs principaux
- Donald Glover (VF : Diouc Koma) : Earnest « Earn » Marks
- Brian Tyree Henry : Alfred « Paper Boi » Miles
- Keith Stanfield (VF : Eilias Changuel) : Darius
- Zazie Beetz : Van

### Acteurs récurrents
- Khris Davis : Tracy
- RJ Walker : Clark County

## Épisodes

### Épisode 1:Alligator Man
- États-Unis /  Canada : 1er mars 2018 sur FX[1] / FX Canada
- France : 2 mars 2018 sur OCS City[2]

- États-Unis : 851 000 téléspectateurs[3] (première diffusion)

### Épisode 2:Sportin' Waves
- États-Unis /  Canada : 8 mars 2018 sur FX / FX Canada
- France : 9 mars 2018 sur OCS City

- États-Unis : 714 000 téléspectateurs[4] (première diffusion)

### Épisode 3:Money Bag Shawty
- États-Unis /  Canada : 15 mars 2018 sur FX / FX Canada
- France : 16 mars 2018 sur OCS City

- États-Unis : 561 000 téléspectateurs[5] (première diffusion)

### Épisode 4:Helen
- États-Unis /  Canada : 22 mars 2018 sur FX / FX Canada
- France : 23 mars 2018 sur OCS City

- États-Unis : 499 000 téléspectateurs[6] (première diffusion)

### Épisode 5:Barbershop
- États-Unis /  Canada : 29 mars 2018 sur FX / FX Canada
- France : 30 mars 2018 sur OCS City

- États-Unis : 607 000 téléspectateurs[7] (première diffusion)

### Épisode 6:Teddy Perkins
- États-Unis /  Canada : 5 avril 2018 sur FX / FX Canada
- France : 6 avril 2018 sur OCS City

- États-Unis : 776 000 téléspectateurs[8] (première diffusion)

### Épisode 7:Champagne Papi
- États-Unis /  Canada : 12 avril 2018 sur FX / FX Canada
- France : 13 avril 2018 sur OCS City

- États-Unis : 694 000 téléspectateurs[9] (première diffusion)

### Épisode 8:Woods
- États-Unis /  Canada : 19 avril 2018 sur FX / FX Canada
- France : 20 avril 2018 sur OCS City

- États-Unis : 595 000 téléspectateurs[10] (première diffusion)

### Épisode 9:North of the Border
- États-Unis /  Canada : 26 avril 2018 sur FX / FX Canada
- France : 27 avril 2018 sur OCS City

- États-Unis : 487 000 téléspectateurs[11] (première diffusion)

### Épisode 10:FUBU
- États-Unis /  Canada : 3 mai 2018 sur FX / FX Canada
- France : 4 mai 2018 sur OCS City

- États-Unis : 697 000 téléspectateurs[12] (première diffusion)

### Épisode 11:Crabs in a Barrel
- États-Unis /  Canada : 10 mai 2018 sur FX / FX Canada
- France : 11 mai 2018 sur OCS City

- États-Unis : 553 000 téléspectateurs[13] (première diffusion)